# Sigmund Graff
Sigmund Graff (* 7. Januar 1898 in Roth (bei Nürnberg); † 18. Juni 1979 in Erlangen) war ein deutscher Schriftsteller und Dramatiker.

## Leben
Sigmund Graff wurde als Sohn eines Rechtsanwalts und Bürgermeisters von Roth geboren. Nach seiner Schulausbildung meldete er sich 1914, inspiriert durch die Schlacht von Langemarck, als Freiwilliger für den Ersten Weltkrieg und brachte es bis zum Offizier. Nach Ende des Krieges begann er ein Studium der Nationalökonomie und arbeitete nebenbei journalistisch im Erzgebirge.

### Redakteur und Stückeschreiber
Zwischen 1924 und 1933 war Graff Mitarbeiter von Franz Seldte im Stahlhelm, gleichzeitig war er Redakteur der gleichnamigen Parteizeitung. 1925 lernte er Carl Ernst Hintze kennen, mit dem er das Schauspiel Die endlose Straße schrieb, in dem seine Erlebnisse im Ersten Weltkrieg verklärend dargestellt werden. Erst nach der Uraufführung des Stücks in London im Frühjahr 1930 wurde es am 19. November desselben Jahres auf einer deutschen Bühne (Aachen) gezeigt. Zwischen 1930 und 1936 stellten sich daher auch seine ersten großen Erfolge im In- und Ausland ein, darunter in Österreich und Italien. Zwischen den Spielzeiten 1929/30 und 1938/39 kam es zu 111 Inszenierungen und über 5.000 Aufführungen des Stücks in Deutschland, bis es 1939 wie auch das Kriegsdrama Die Heimkehr des Matthias Bruck (1933) unter die Kriegszensur fiel. 1933 erhielt Graff für das Schauspiel den Dietrich-Eckart-Preis.

### Tätigkeit im Nationalsozialismus
1933 wurde Graff als Referent im Reichsministerium für Volksaufklärung und Propaganda zum Mitarbeiter des Reichsdramaturgen Rainer Schlösser. Hier war er für die Überprüfung von Theaterstücken zuständig. Er „zensierte […] mißliebige Stücke, begutachtete Inszenierungen und gab Anweisungen, wie diese abgeändert werden mußten. Gegenüber jüdischen Autoren war Graff in gleichem Maße unerbittlich wie seine Kollegen.“ 1938 wurde Graff zum Regierungsrat befördert.
Nicht nur für Theaterfachzeitschriften wie Der neue Weg, Die Bühne und Bausteine zum deutschen Nationaltheater, sondern auch für den Völkischen Beobachter verfasste Graff Beiträge. Zum 1. April 1936 trat er der NSDAP bei (Mitgliedsnummer 3.756.799). Diesen Schritt begründete er Anfang der 60er Jahre damit, dass er sein Werk Unvergesslicher Krieg (1936) vor der Zensur habe schützen wollen.
Seit Herbst 1937 um die Aufnahme in die Wehrmacht bemüht, wurde er bei Ausbruch des Zweiten Weltkrieges in der Presse- und Propagandaabteilung des Oberkommandos der Wehrmacht (OKW) eingesetzt. In seinen Kriegsberichten über die Erlebnisse in Polen und an der Westfront, die in der Zeitschrift Die Wehrmacht und in seinem Prosabändchen Westwall. Wall der Herzen (1940) abgedruckt wurden, verbreitete er die üblichen Durchhalteparolen. Darüber hinaus gab er eine Feldausgabe zeitgenössischer Kriegslyrik heraus, arbeitete an dem Heeresfilm Sieg im Westen (1941) mit und betreute die Tornisterschrift des OKW Was uns bewegt, für die er auch selbst schrieb. 1943 brachte Graff Der namenlose Soldat, einen Band mit Kurzgeschichten völkischer Dichter (z. B. Wilhelm von Scholz, Hans Friedrich Blunck, Franz Schauwecker, Heinrich Zerkaulen, Friedrich Bethge), heraus. Bei Kriegsende war er Hauptmann im NS-Führungsstab des OKW. Am 14. April 1945 geriet Graff in alliierte Kriegsgefangenschaft.

### Nachkriegsjahre
Mitte Dezember 1945 wurde Graff aus der Kriegsgefangenschaft entlassen. Nach 1945 wehrte er sich vehement dagegen, mit dem NS-Regime in Zusammenhang gebracht zu werden. Im Rahmen der Entnazifizierung legte er 1948 zahlreiche sog. Persilscheine vor. Trotz erheblicher Vorwürfe seitens der Kommission für Kulturschaffende ging er aus dem Spruchkammerverfahren als „Entlasteter“ hervor und konnte noch im selben Jahr seine Arbeit als freier Schriftsteller wieder aufnehmen. Mit der Begründung, das „unrichtige Gutachten“ der Kommission habe sein Spruchkammerverfahren unnötigerweise verzögert und ihm wirtschaftliche sowie berufliche Nachteile eingebracht, verklagte Graff den Freistaat Bayern auf Schadenersatz. Der Bundesgerichtshof gab dem Kläger am 3. Mai 1956 Recht.
Wegen angeblich einseitiger Darstellung seiner NS-Vergangenheit ging er mehrfach vor Gericht. Seiner Klage gegen den Kröner Verlag wurde 1963 vom Oberlandesgericht München stattgegeben, zwei Jahre später, 1965, verlor er das Revisionsverfahren.
Als Graff 1964 der Kunstpreis der Stadt Erlangen verliehen werden sollte, wurde vor allem unter den Studenten Protest laut. Das Preisgeld in Höhe von 3.000 DM wurde dem Schriftsteller „später stillschweigend und ohne öffentliche Würdigung“ ausgehändigt.
Sigmund Graff verstarb 1979 im Alter von 81 Jahren in Erlangen.

## Auszeichnungen und Ehrungen
- 1933 Dietrich-Eckart-Preis
- 1939 Friedrich-Rückert-Preis
- 1958 Jean-Paul-Medaille
- 1964 Kunstpreis der Stadt Erlangen

## Werke

### Lyrik
- Und wenn die Not nicht Eisen bricht… Deutsche Balladen und Lieder. 1924
- Eherne Ernte. Gedichte im Krieg. 1939/1941. 1941
- Geschenke des Schicksals. Gedichte. 1973

### Prosa, Aphorismen
- Schicksal auf Capri. Roman. 1960
- Goethe vor der Spruchkammer oder Der Herr Geheimrath verteidigt sich. Nach Johann Peter Eckermann’s Gesprächen mit Goethe in den letzten Jahren seines Lebens. 1951
- Vom Baum der Erkenntnis. Wahrheiten und Bosheiten. Ein Aphorismenbuch. 1955
- Man sollte mal darüber nachdenken … Aphorismen, Fragmente und zeitgemäße Bemerkungen. 1963
- Lächelnde Weisheiten. Aphorismen. 1967
- Lockvögel der Wahrheit. Aphorismen. 1968
- Abenteuer der Herzen. Gedanken um die Liebe. 1970

### Bühnenstücke
- Die endlose Straße. Ein Frontstück in 4 Bildern. 1930
- Die einsame Tat. Ein Stück um den Studenten Sand in 10 Bildern. 1930
- Wir fahren zum Weihnachtsmann. Ein lustiges Märchenspiel in 5 Bildern. 1930
- Was wird aus Adalbert? Ein Stück aus dieser Zeit in 4 Aufzügen. 1931
- Die vier Musketiere. Volksstück in 3 Aufzügen. 1932
- Die Heimkehr des Matthias Bruck. Schauspiel in 3 Aufzügen. 1933
- Hirschgraben und Kornmarkt. Komödie in 5 Aufzügen. 1933
- Hier sind Gemsen zu sehen! Komödie in 5 Bildern. 1934
- Begegnung mit Ulrike. Komödie in 7 Bildern. 1937
- Die Primanerin. Nach einer Novelle von Alexander Turmayer zu einem Lustspiel in 5 Bildern gestaltet. 1937
- Das Wespennest. Komödie in 4 Aufzügen. 1938
- Die Prüfung des Meister Tilmann. Schauspiel in 14 Bildern. 1939
- Geraldine verreist. Lustspiel in 3 Akten. 1940

### Autobiografisches
- Wechselnd bewölktes Leben. Erinnerungen aus einer mißbrauchten Generation. 1956
- Von S. M. zu N. S. Erinnerungen eines Bühnenautors (1900–1945). 1963
- Vom Lausbuben zum Rekruten. Jugenderinnerungen eines Franken. 1979

### Sonstiges
- Unvergeßlicher Krieg. Ein Buch vom deutschen Schicksal. 1936
- Westwall, Wall der Herzen. Tatsachenbericht vom Leben unserer Soldaten an der Westfront und Erlebnisberichte vom Spähtruppunternehmen im Westen. 1940
- Über das Soldatische. 1943
- Das Manuskript. Handbuch für Autoren. Formen der Wortkunst, Werkzeug und Handgriffe des Schriftstellers. Hrsg. v. Otto Schumann. 1954
- Wir reisen mit Peter Spang durch Deutschland. 1956
- Die Technik der Diktatur – Eine nachgelassene und wiederentdeckte Schrift des griechischen Philosophen Aristoteles. Übersetzt und erläutert von Traugott Gründlich (d. i. Sigmund Graff). Grote, 1960
- Capri, Insel der Sehnsucht. Impressionen, Gedanken, Erinnerungen. 1970
- Nach dem nächsten Mal. Erinnerungen an mögliche Dinge. Hans Pfeiffer Verlag, 1970

### Herausgebertätigkeit
- Gottfried Keller: Perlen. 1921
- Schwere Brocken. 1000 Worte Front-Deutsch. 1925
- Der namenlose Soldat. 1943
- Das standhafte Herz. Claudius, Eichendorff, Mörike. Eine Auswahl. 1944